# Blasiistraße 23 (Quedlinburg)

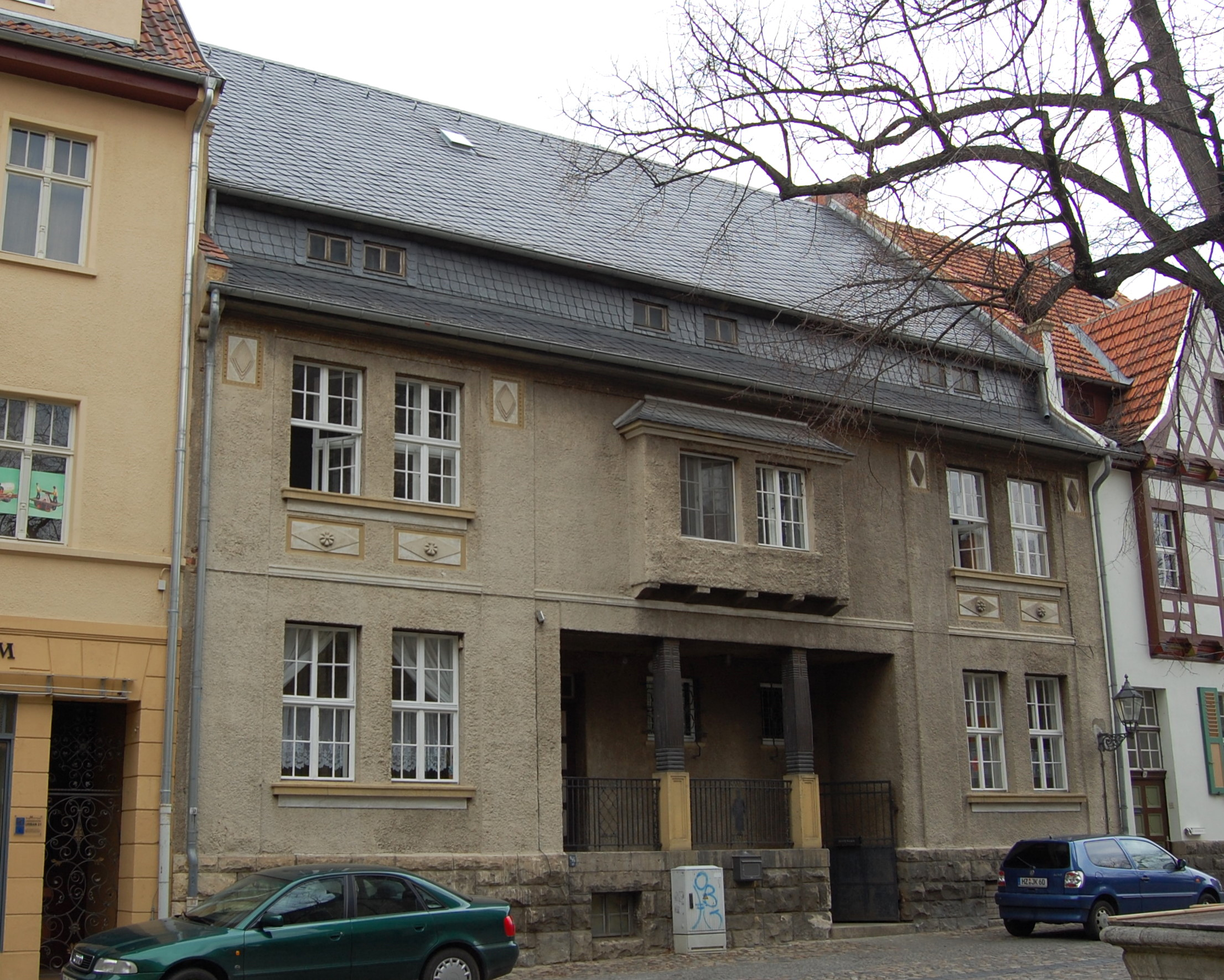
Haus Blasiistraße 23

Das Haus Blasiistraße 23 ist ein denkmalgeschütztes Gebäude in der Stadt Quedlinburg in Sachsen-Anhalt.

## Lage
Es befindet sich westlich der Sankt-Blasii-Kirche in der Quedlinburger Altstadt. Nördlich grenzt das Grundstück Blasiistraße 24 an. Im Quedlinburger Denkmalverzeichnis ist es als Pfarrhaus eingetragen.

## Architektur und Geschichte
Das Haus entstand im Jahr 1911 als Pfarrhaus der benachbarten Sankt-Blasii-Kirche. Das in massiver Bauweise errichtete Gebäude ist in Formen eines klassizierend-edlen Jugendstils gestaltet. Besonders prägend für den verputzten Bau ist der in Form einer Loggia ausgestaltete Eingangsbereich des Hauses. 